# Pehr "Bam" Carlson
Pehr Edward "Bam" Carlson, född 13 december 1950, är en svensk före detta roadracingförare. Den senaste svenske soloförare som stått på prispallen i ett Roadracing Grand Prix. Det skedde i 125cc-klassen i Nogaro, Frankrikes VM-tävling i maj 1978.